# Morne Seychellois
Morne Seychellois je najviši vrh Sejšela. Morne Seychellois nalazi se na otoku Mahé u Nacionalnom parku Morne Seychellois.

## Vanjske poveznice
|  | Zajednički poslužitelj ima još gradiva o temi Morne Seychellois |

- Fotografija Nacionalnog parka Morne Seychellois - fotografije Briana McMorrowa na pbase.com